# 충 (천문학)
구면 천문학에서 관측 위치에서 보기에 두 개의 천체가 하늘의 반대편에 있을 때를 충(衝, opposition)에 있다고 한다.

한 행성이 행성(또는 소행성이나 혜성) 태양의 반대 편에 있을 때, "충에 있다"고 한다. 태양계의 대부분의 궤도는 거의 동일 평면상에 있기 때문에, 충은 태양에서 보기에 지구와 다른 천체가 같은 방향에 있는 데다가, 그 세 천체가 거의 일직선상에 있을 때 나타난다. 충의 순간은 태양의 지구중심적 겉보기 황경과 다른 천체의 겉보기 황경 차이가 180°일 때로 한정된다. 그 순간에, 수반되는 한 천체는 다음과 같다.:
- 대부분의 밤하늘에서 관측 가능한데, 일몰 쯤에 떠오르고, 자정 쯤에 남중에 있고, 일출 쯤에 진다.[2]

- 지구와 가장 가까운 그것의 궤도 상의 위치에 있을 때, 가장 크고 밝게 보인다.[3]

- 겉보기 역행 운동에 있다.[4]

- 거의 완전히 빛을 반사한다.: 우리는 그것을 보름달과 유사하게, "보름행성"이라 할 수 있다.[5]

- 그것의 거친 표면으로부터 반사되는 빛이 증가하는 충 효과를 갖는다.[6]

충은 외행성에서만 나타난다. (그림 참조.)
태양이 아닌 지구를 공전하는 달은 보름달일 때, 충에 있다. 그것이 정확한 충에 있을 때, 월식이 일어난다.
충의 천문 기호는 ☍(U+260D)이며, 그림은 이다.
외행성에서 관측된다면, 태양의 반대편에 있는 내행성은 태양과 외합에 있다. 내합은 두 개의 행성이 태양과 같은 편에서 직선상에 있을 때 나타난다. 내합일 때, 내행성에서 보기에 외행성은 태양과 "충에 있다." (그림 참조.)
충일 때 시직경이 최대이고,밝기는 최대이다.

## 같이 보기
- 천문 합
- 점성술의 각
- 구면 천문학
- 삭망
- 합충